# シュリ・プリュドム

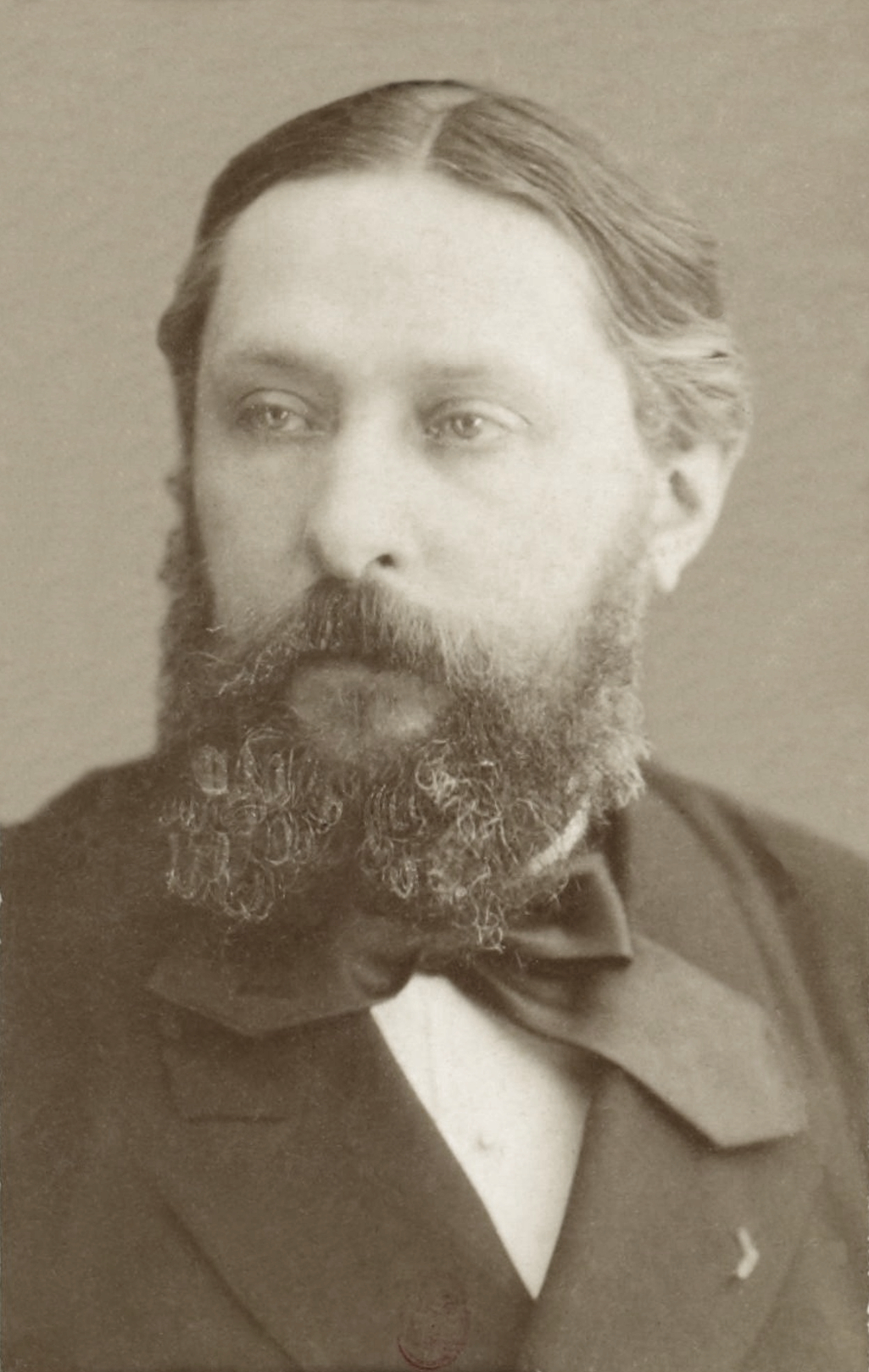
シュリ・プリュドム（1880年代）

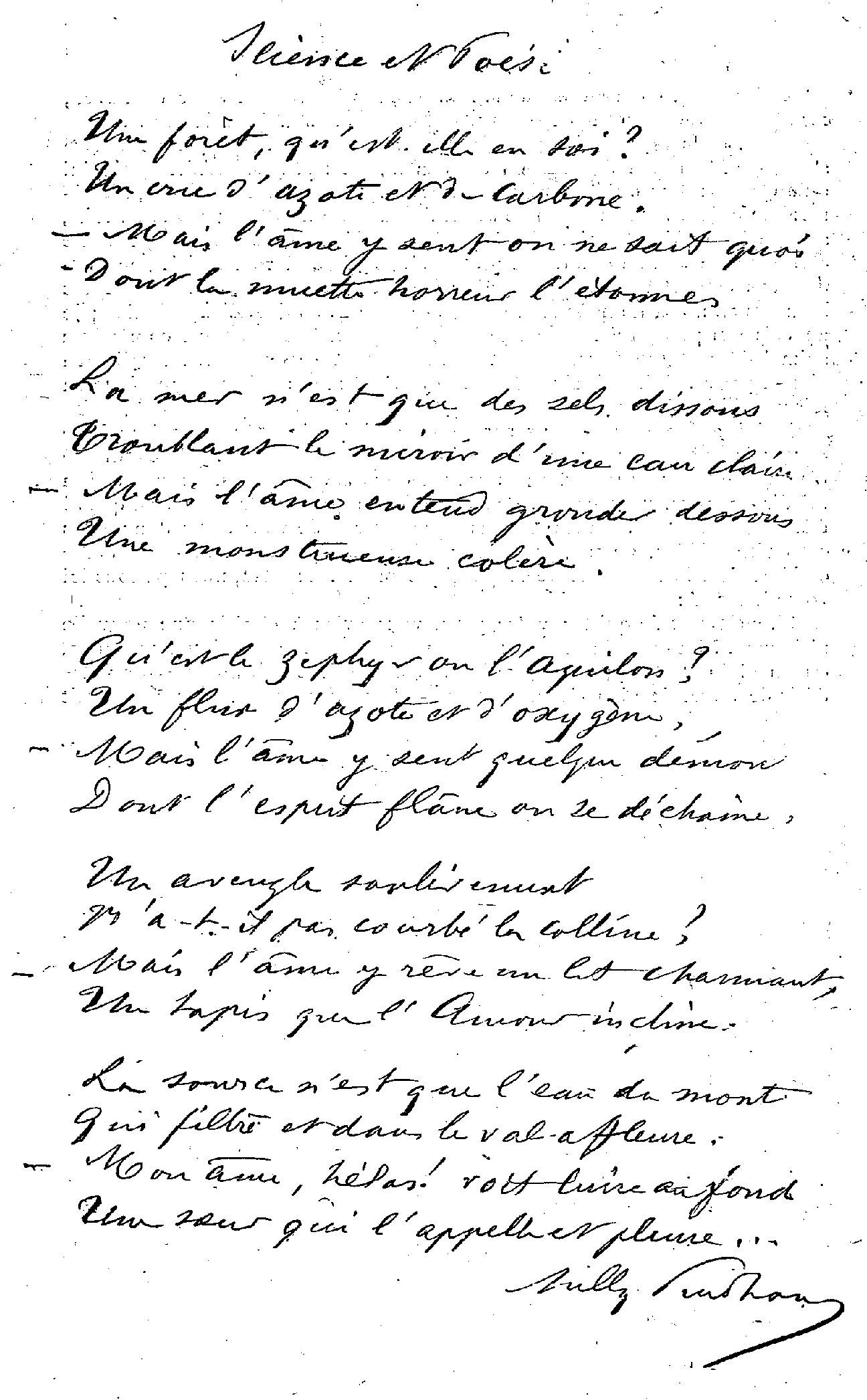
『Épaves』に収められた詩『科学と詩（Science et poésie）』

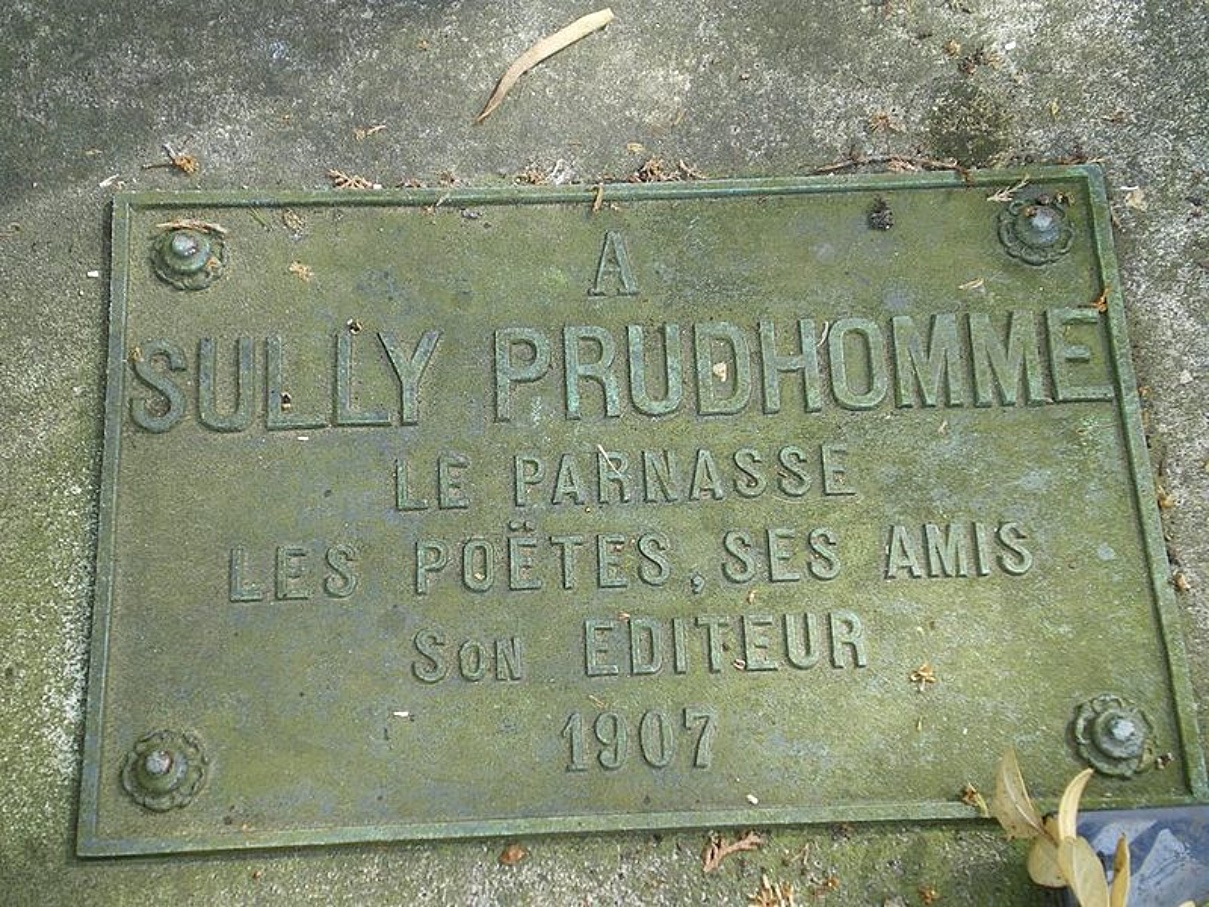
ペール・ラシェーズ墓地にあるシュリ・プリュドムの墓

シュリ・プリュドム（フランス語:Sully Prudhomme、1839年3月16日 - 1907年9月6日）は、フランス・パリ出身の詩人、随筆家。 本名はルネ・フランソワ・アルマン（・シュリ）・プリュドム（René François Armand (Sully) Prudhomme）。
1865年に出版された処女作の詩集『詩賦集（Stances et Poèmes）』は同国のロマン主義を代表する詩人アルフォンス・ド・ラマルティーヌを髣髴させるような文体で、哀愁に満ちたその内容は「近代批評の父」と呼ばれた同国の文芸評論家であるシャルル＝オーギュスタン・サント＝ブーヴから称賛され、文筆活動を行うきっかけになった。また『詩賦集』に収められた詩『壊れた花瓶（Le Vase Brisé）』は失恋をもとに壊れた心の優美な隠喩をうたっており、シュリ・プリュドムの作品を代表する詩になっている。
詩人としては高踏派に属したが翻訳家としても古代ローマの詩人、哲学者のルクレティウスが残した『事物の本性について』をフランス語に翻訳したりと、文学や科学、哲学の調和を図ろうとした業績が評価され、1901年に「高尚な理想主義と芸術的完成度の形跡、心情と知性の両方の資質の珍しい組み合わせを与える、詩的な構成物に対して」記念すべき第一回ノーベル文学賞を受賞した。初代ノーベル文学賞受賞者となったシュリ・プリュドムは獲得した賞金のほとんどを文学の協会に寄付し、1902年にはフランス詩人の会など、文学の協会の創設に携わっている。
同国のジャーナリスト、政治家のプロスペル・デュヴェルジェ・ド・オーランヌが1881年に亡くなると、同年から1907年にかけてアカデミー・フランセーズの第14代座席番号24に就任し、シュリ・プリュドムの死後は同国の数学者アンリ・ポアンカレがその席に就いた。またアカデミー・フランセーズの会員に在籍中の1895年にはレジオンドヌール勲章のシュヴァリエが受勲されている。
甥に同国の画家、イラストレーターでコケットリーを風刺した絵で知られたヘンリー・ジェルボーを持ち、シュリ・プリュドムは生涯を孤独に過ごしたため、ジェルボーが唯一相続人として遺産を受け取っている。

## 生涯
1839年3月16日、フランスのパリに裕福な商人の家庭にルネ・フランソワ・アルマン（・シュリ）・プリュドム（René François Armand (Sully) Prudhomme）として生まれる。はじめは技術者を志してリセ・ボナパルト（Lycée Bonaparte、現:リセ・コンドルセ）で学んでいたが、眼病を患ってしまったため退学を余儀なくされ、エンジニアとしてのキャリアを断念することになった。その後はフランス東部のソーヌ＝エ＝ロワール県ル・クルーゾにあるシュナイダー (企業)社（現:シュナイダーエレクトリック）で働いたが、やがて法律の道へ興味を示すようになり、弁護士として勤務した。この頃、所属していた学生サークルの「ラ・ブリュイエール会議（Conférence La Bruyère）」で詩を発表するようになり、評価を受けたため文学の道を歩むきっかけになった。
1865年には処女詩集『詩賦集』を発表し、同国の文芸評論家であるサント＝ブーヴから称賛され、高踏派の詩人として執筆活動に励むようになった。翌年1866年には『試練（Les Épreuves）』、1869年には『孤独（Les Solitudes）などの詩集を発表し、本格的に詩人としての地位を確立した。この頃に同国の詩人、劇作家のシャルル＝マリ＝ルネ・ルコント・ド・リールが編集した『現代高踏詩集』にも詩を寄せていたが、1870年代の後半に入ると古代ローマの詩人、哲学者のルクレティウスが残した『事物の本性について』を翻訳したりと、初期の叙情的な作風から離れていった。
1878年に詩集『正義（La Justice）』を、その10年後に『幸福（Le Bonheur）』を発表したが、文学的な手法の極端な節約は、詩情を損ねる結果となりその作風は既に哲学的な内容になっていた。
1890年代後半は同国の生理学者で1913年にノーベル生理学・医学賞を「アナフィラキシーの研究」で受賞することになるシャルル・ロベール・リシェと知り合い、雑誌『科学雑誌 (フランス)』にも関心を示し、リシェの寄稿する文章にシュリ・プリュドムが返答する形で同じように文章を寄せていた。
1894年に起きたドレフュス事件に際しては最初にアルフレド・ドレフュスの擁護者になった。
1901年、アカデミー・フランセーズが第一回ノーベル文学賞の受賞者にシュリ・プリュドムを推薦した。1901年当時はロシアの文豪として世界的に有名だったレフ・トルストイが存命中で、誰もが初代ノーベル文学賞の受賞者はトルストイだと思っていたが、スウェーデン・アカデミーは「トルストイの主張する絶対平和主義には無政府主義的な意味合いが強くノーベル文学賞の趣旨に合っていない」や「トルストイがあまりにも偉大だったため、畏れ多くて授与しなかった」という見解を述べ、シュリ・プリュドムが「高尚な理想主義と芸術的完成度の形跡、心情と知性の両方の資質の珍しい組み合わせを与える、詩的な構成物に対して」ノーベル文学賞を受賞することになった。これは同時にシュリ・プリュドムがフランス人として初めて、そして記念すべき初代ノーベル文学賞受賞者となるのだが、この結果に対してスウェーデンでは一部の作家が抗議活動を行うなどの世論の批判が相次ぐことになってしまった。ノーベル文学賞を受賞したシュリ・プリュドムは妻もおらず、生涯を孤独に過ごしたため、莫大な賞金は自分に必要ではないと思い、その大半をフランス詩人の会などの創設に寄付し、20世紀フランス文学の発展に寄与している。
1870年に起きた普墺戦争で健康を残ったシュリ・プリュドムは、晩年オー＝ド＝セーヌ県のシャトネ＝マラブリーに引っ越し、孤独な一生を過ごした。1905年には同国の哲学者ブレーズ・パスカルに関する哲学書『パスカルの真の信仰（La Vraie Religion selon Pascal）』を著した。
1907年9月6日に急死。満68歳であった。遺体はパリのペール・ラシェーズ墓地に葬られた。葬式には同国の詩人フランソワ・コペーや批評家のジュール・ルメートル、歴史家のフレデリック・マッソンが出席した。シュリ・プリュドムの遺産は甥の画家、イラストレーターのヘンリー・ジェルボーが相続人となった。

## 後の影響
- フランスの美術商アンブロワーズ・ヴォラールが著した『画商の想い出』には登場人物の一人がシュリ・プリュドムの詩を読んでいると説明するシーンがある[10]。
- クリスティーヌ・ルウィッキーの著書『いつもの「グチ」がなくなる本』ではシュリ・プリュドムの『習慣』という詩が紹介されている[11]。
- イタリアの作曲家ガエターノ・ブラーガやベルギー出身の作曲家セザール・フランクはシュリ・プリュドムに影響を受けて『壊れた花瓶』という曲を発表している。
- 同国の作曲家アンリ・デュパルクはシュリ・プリュドムの詩『ためいき（Soupir）』や『ギャロップ（Le galop）』に曲をつけた歌曲をいずれも1869年に発表している。
- 1949年に日本人として初めてノーベル賞（ノーベル物理学賞）を受賞した物理学者の湯川秀樹は、自伝『旅人 ある物理学者の回想』を執筆中に、シュリ・プリュドムの『壊れた花瓶』を紹介しながら「文章を書きながら、私はふとこの詩を思い出した。」と説明する場面が見られる[12]。

## 作品
シュリ・プリュドムの作風は、初期こそは高踏派に属し、形式の探求と結び付いた個性的なスタイルに向かっていたが、次第に哲学にのめり込んだため道徳的な省察が作品に見受けられるようになった。日々の愛情をうたった代表作『壊れた花瓶』は広く親しまれている。

### 詩
- 1865年、『詩賦集[1]（Stances et Poèmes）』 - 訳し方によっては『スタンスと詩』など。この中に収められた『壊れた花瓶』が有名。
- 1866年、『試練（Les Épreuves） - 訳し方によっては『試み』など。
- 1868年、『Croquis italiens』
- 1869年、『孤独（Les Solitudes）
- 1870年、『Les écuries d'Augias』
- 1872年、『運命（Les Destins）』
- 1872年、『Impressions de la guerre』
- 1872年、『La révolte des fleurs』
- 1874年、『フランス（La France）』
- 1875年、『むなしい愛情（Les Vaines tendresses）』 - ガリカ（フランス国立図書館の電子サイト）で閲覧可能。
- 1876年、『ゼニス（Le Zénith）』 - フランスの月刊誌『両世界評論』に収められた。
- 1878年、『正義（La Justice）』
- 1886年、『Le Prisme, poésies diverses』
- 1888年、『幸福（Le Bonheur）』
- 1865年 - 1888年、『詩（Poésie）』
- 1908年、『Épaves』 - 死後に出版された。

### 哲学書
- 1905年、『パスカルの真の信仰（La Vraie Religion selon Pascal）』 - ガリカで閲覧可能。

### 散文
- 1889年4月20日、『La tour Eiffel』 - 『科学雑誌 (フランス)（フランス語版）』に発表された。
- 1890年5月31日、『Les autographes de « la nature »』 - 『ネイチャー (フランス)（英語版）』に発表された。
- 1893年、『Sur l'origine de la vie terrestre』
- 1899年1月28日、『L’esprit scientifique et la théorie des causes finales』 - 『科学雑誌』に発表された。
- 1899年3月4日、『L’anthropomorphisme et les causes finales』 - 『科学雑誌』に発表された。
- 1899年4月15日、『Le darwinisme et les causes finales』 - 同国の生理学者シャルル・ロベール・リシェへの返答として『科学雑誌』に発表された。
- 1899年5月20日、『Méthodes expérimentales et causes finales』 - リシェへの返答として『科学雑誌』に発表された。
- 1899年8月12日、『Critique du principe finaliste et de ses applications à la science』 - 『科学雑誌』に発表された。
- 1899年12月9日、『Le libre arbitre devant la science positive』 - 『科学雑誌』に発表された。
- 1902年、『Les causes finales』
- 1922年、『Journal intime : lettres-pensée』 - 死後に出版された。

### その他
- 1884年、『L'Expression dans les beaux-arts』
- 1892年、『Réflexions sur l'art des vers』

### 日本語訳
- 『ノーベル賞文学全集 23』（主婦の友社、1971年） - フランス文学者川崎竹一が訳した『シュリィ・プリュドム詩抄』『心の日記（抄）』が収められている。
- 上田敏『海潮音』（本郷書院、1905年） - シュリ・プリュドンという表記揺れが見られるが、この中にシュリ・プリュドムの『夢』という詩が収められている。